# Landkartenpapier
Landkartenpapier ist eine wetterfeste und haltbare Papiersorte mit besonders guter Dimensionsstabilität, wie sie für Landkarten und andere Anwendungen im Freien (thematische Karten, Leitungspläne usw.) verwendet wird. Die Anforderungen an Landkartenpapier stehen in der DIN 6728.
Unerlässliche Eigenschaften von Landkartenpapier sind:
- Maßhaltigkeit – das heißt wenig Änderung bei Einfluss von Feuchtigkeit und Lufttemperatur
- Wasserfestigkeit – Haltbarkeit im Regen bis etwa eine Minute, möglichst wenig Abrieb bei feuchtem Papier
- Beständigkeit der Druckfarben (zum Beispiel Lichtechtheit)
- Hohe Faltbarkeit, dennoch im Falz möglichst reißfest (hohe Doppelfalzzahl)
- herstellbar in großen Formaten bis etwa DIN A0.